# Donato Mármol
Donato Mármol Tamayo (Santiago de Cuba, Capitanía General de Cuba; 14 de febrero de 1843 - Palma Soriano, Capitanía General de Cuba; 20 de noviembre de 1870) fue un militar y patriota cubano del siglo XIX.

## Orígenes y primeros años
Donato Mármol Tamayo nació en Santiago de Cuba el 14 de febrero de 1843, de padre venezolano y madre bayamesa. Desde joven se caracterizó por un amor innato a la Patria cubana, a la felicidad de la cual dedicó su corta vida, luchando desinteresadamente por alcanzar su libertad. Se destacó además de por su sorprendente valor, por sus cualidades naturales para el mando.
Hijo legítimo del capitán Raymundo Mármol y Valdés y doña Clotilde Tamayo y Cisneros. La familia era considerablemente rica, con propiedades en la villa de Jiguaní y la importante ciudad de Santiago de Cuba. Recibió las aguas bautismales en la Parroquial de Bayamo ocho días después, las cuales estuvieron a cargo del presbítero Diego José Baptista.
Siendo muy joven, viajó por España, Francia y República Dominicana, donde se solidarizó con la lucha independentista de ese país. En 1862, falleció su padre, quien lo había educado en las ideas liberales. 
El 9 de mayo de 1863 Donato Mármol contrajo matrimonio en la Iglesia Parroquial de Bayamo con Guadalupe Milanés Bazán, ante el párroco Diego José Baptista. Ella aportó como dote la magnífica hacienda "Santa Teresa", a orillas del río Cautillo, en los límites de Bayamo y Jiguaní. De esta unión nacieron tres hijos: Siboney, Clotilde y Teresa.

## Conspiración y alzamiento
Principal líder de la jurisdicción de Jiguaní, Mármol estuvo entre los primeros pequeños terratenientes que reunieron importantes contingentes de hombres para secundar el alzamiento de Carlos Manuel de Céspedes.
En septiembre de 1868 los líderes en las diferentes regiones decidieron celebrar un intercambio de criterios, el lugar escogido fue la finca El Potrero, de su suegro José Antonio Milanés, colindante con la de Mármol.
Asistieron Aguilera, Pancho Maceo, Carlos Manuel de Céspedes, Manuel de Jesús Calvar, Jaime Santiesteban, Salvador Cisneros Betancourt, Carlos Loret de Mola, Julio Grave de Peralta y el propio Mármol. Tras un debate largo y acalorado, Céspedes reclamó la urgencia de iniciar la insurrección, siendo únicamente apoyado por Mármol.
Constituyendo uno de los principales líderes en la organización del movimiento libertador, el 13 de octubre de 1868 se unió a la lucha, que había iniciado Céspedes en La Demajagua, el 10 de octubre.
Su bautismo de fuego fue durante el combate librado contra las fuerzas del coronel Quirós, cerca del poblado de Baire. Después de esta se sucedieron muchas otras acciones heroicas donde este hombre demostró ser, a pesar de su juventud, un héroe excepcional.
El 13 de octubre de 1868, en unión de Calixto García y un centenar de hombres, con sólo 25 armados con malas escopetas y machetes, tomó la villa de Jiguaní e hizo prisionero al teniente gobernador Francisco Muguruza Lersundi, sobrino del capitán general de la Isla. Gracias a esta acción pudo armar a sus fuerzas y apoderarse horas después de Santa Rita, Baire y Ventas de Casanova.

## Guerra de los Diez Años
Tras la grave derrota cubana en Bayamo, Mármol discrepó de Céspedes y Aguilera en la manera de conducir la guerra. En el ingenio "Caney", cerca de Palma Soriano, se autoproclamó Dictador,  teniendo como segundo al general Máximo Gómez.
El 29 de enero de 1869 en el caserío de Tacajó, Jurisdicción de Holguín, Céspedes, Aguilera, Luis Marcano y Perucho Figueredo, entre otros exigieron a Mármol la deposición de sus prerrogativas de facto.
Patrióticamente, Mármol y sus seguidores entendieron el daño que le provocaban las divisiones a la lucha revolucionaria y aceptaron la jefatura indiscutida de Céspedes. De esta reunión surgieron los acuerdos de formar una "Junta Central Revolucionaria", un programa de gobierno republicano y declarar libres a todos los habitantes de la Isla.
El 8 de febrero de 1869 atacó nuevamente la villa de Jiguaní. Tras la Asamblea de Guáimaro, el 10 de abril de 1869, quedó como jefe de Primera Brigada de la Segunda División de Oriente. El 7 de junio de 1869 participó en el ataque al fuerte de La Cuaba, en Holguín, con el cargo de jefe Estado Mayor del Mayor General Thomas Jordan, jefe de Operaciones de Oriente.
En julio del mismo año se le confirmó el grado de Mayor General y la jefatura del distrito Cuba, que abarcaba las regiones de Santiago de Cuba, Guantánamo y Jiguaní. Fue el organizador de la División Cuba, posteriormente mandada por los mayores generales Máximo Gómez y Antonio Maceo, ambos subordinados a él en aquel momento. El 7 de agosto de 1869 derrotó a una columna española en Mayarí Arriba.
En 1870, planificó y preparó la Invasión a Guantánamo, la cual no pudo realizar por su enfermedad y prematura muerte. Dicha invasión sería llevada a cabo por su segundo, el Mayor General Máximo Gómez, en 1871.

## Enfermedad y muerte
En junio de 1870, aparentemente creadas las condiciones para la invasión que planeaba a la región de Guantánamo, el general Mármol contrajo viruela, enfermedad muy común en esa época. Algún tiempo después, sintiéndose un poco mejor, ordenó la concentración de sus tropas para dicha operación bélica.
Sin embargo, la falta crónica de medicamentos que sufrían las tropas cubanas, la constante exposición a las inclemencias del clima y la mala costumbre de beber aguas contaminadas, empeoraron su delicada situación de salud. En poco tiempo, la fiebre volvía a aumentar y el general perdía el conocimiento a cada rato.
Donato Mármol falleció el 20 de noviembre de 1870, en la finca San Felipe, en el partido de Palma Soriano. Su muerte fue ocasionada por una congestión cerebral, como consecuencia de su viruela mal tratada, con tan solo 27 años de edad. Su tumba nunca ha sido encontrada. Su hermano, el Brigadier Leonardo Mármol sobrevivió al fin de la guerra en 1878. 
Actualmente, el Mayor General Donato Mármol Tamayo posee un busto en la Avenida de los Libertadores, en la ciudad de Santiago de Cuba.